# 诺德豪森县
诺德豪森县（Landkreis Nordhausen）是德国图林根州北部的一个县，首府诺德豪森。

## 市鎮
- 布萊謝羅德
- 埃爾里希
- 黑爾默河畔黑林根
- 諾德豪森
- 格爾斯巴赫
- 大洛拉
- 哈茨托爾
- 霍恩施泰因
- 凱姆施泰特
- 小富拉
- 利普雷希特羅德
- 下蓋布拉
- 索爾施泰特
- 烏爾巴赫
- 韦尔特